# Lubomierz
Lubomierz (Duits: Liebenthal) is een stad in het Poolse woiwodschap Neder-Silezië, gelegen in de powiat Lwówecki. De oppervlakte bedraagt 8,06 km², het inwonertal 1812 (2005).
Het stadje heeft een mooie, grote kerk op een heuvel.
Lubomierz staat vooral bekend als 'filmstad' sinds de Poolse film 'Sam i swoi' er is opgenomen. Er vindt jaarlijks een filmfestival plaats.

## Verkeer en vervoer
- Station Lubomierz